# 大竹公一郎
大竹 公一郎（おおたけ こういちろう、1952年 - ）は、日本の数学者・教育学者。群馬大学教育学部教授。専門は、代数学・教育工学。

## 来歴・人物
1952年、群馬県に生まれる。1970年、群馬県立沼田高等学校卒業。1975年、群馬大学教育学部中学教員養成課程数学科卒業。1980年3月、筑波大学大学院数学研究科博士課程修了。理学博士。
現在群馬大学教育学部教授。
主要研究テーマは「非アベール圏における局所化と余局所化について」。代数学においてQF環の圏論的性質を研究する一方、教育工学分野ではVODを利用した遠隔教育の可能性について探求している。

## 著書・論文

### 論文
- 『数体系のシナリオ』

群馬大学教育学部紀要 （大学・研究所等紀要　1996年）   
- 『簡約律と図形指導』

群馬大学教育学部紀要 （大学・研究所等紀要　2000年）   
- 『ネットワークの構築について』

群馬大学教育実践研究 （大学・研究所等紀要　2000年）  
- 『教育学部における専門数学について』

群馬大学教育学部紀要 自然科学編 （大学・研究所等紀要　2001年）   
- 『数学教育の発展的授業の試み』

群馬大学教育実践研究 （大学・研究所等紀要　2001年）   
- 『SambaとNFSについて』

群馬大學教育学部紀要 （大学・研究所等紀要　2002年）   
- 『Mathematicaによるメービウスの帯とクラインの壺の絵画について』

群馬大学教育学部紀要 （大学・研究所等紀要　2004年）  
- 『等周問題について』

群馬大学教育学部紀要　自然科学編 （2002年）   
- 『Mathemticaによる正多面体の制作アニメーション』

群馬大学教育学部紀要　自然科学編 （2006年） 

## 所属学会
- 日本数学会